# Andrij Kozyr
Andrij Kozyr (ukr. Андрій Козир; ur. 9 czerwca 1979 w Kijowie) – ukraiński wioślarz.

## Osiągnięcia
- Mistrzostwa Świata Juniorów, Glasgow 1996 – czwórka ze sternikiem – 11. miejsce[1].
- Mistrzostwa Świata Juniorów, Hazewinkel 1997 – czwórka bez sternika – 6. miejsce[1].
- Mistrzostwa Świata, Lucerna 2001 – dwójka ze sternikiem – 6. miejsce[1].
- Mistrzostwa Świata, Sewilla 2002 – ósemka – 12. miejsce[1].
- Mistrzostwa Świata, Mediolan 2003 – ósemka – 14. miejsce[1].
- Mistrzostwa Świata, Eton 2006 – ósemka – 16. miejsce[1].
- Mistrzostwa Europy, Poznań 2007 – czwórka bez sternika – 8. miejsce[1].
- Mistrzostwa Świata, Poznań 2009 – czwórka bez sternika – 14. miejsce[1].
- Mistrzostwa Europy, Brześć 2009 – czwórka bez sternika – 4. miejsce[1].